# Sechtatal und Hügelland von Baldern
Das Gebiet Sechtatal und Hügelland von Baldern ist ein im Jahr 2005 durch das Regierungspräsidium Stuttgart nach der Richtlinie 92/43/EWG (Fauna-Flora-Habitat-Richtlinie) angemeldetes Schutzgebiet (Schutzgebietskennung DE-7127-341) im Osten des deutschen Bundeslandes Baden-Württemberg. Mit Verordnung des Regierungspräsidiums Stuttgart zur Festlegung der Gebiete von gemeinschaftlicher Bedeutung vom 30. Oktober 2018 (in Kraft getreten am 11. Januar 2019), wurde das Schutzgebiet ausgewiesen. 

## Lage
Das rund 435 Hektar (ha) große Schutzgebiet „Sechtatal und Hügelland von Baldern“ gehört zum Naturraum Östliches Albvorland. Seine sieben Teilgebiete liegen auf einer durchschnittlichen Höhe von 480 m ü. NN und erstrecken sich entlang und westlich des Schneidheimer Sechtatals in den zwei Städten und drei Gemeinden
- Bopfingen – 195,98 ha = 45 %
- Lauchheim – 8,71 ha = 2 %
- Kirchheim am Ries – 78,39 ha = 18 %
- Unterschneidheim – 108,88 ha = 25 %
- Westhausen – 43,55 ha = 10 %

## Beschreibung
Das Schutzgebiet „Sechtatal und Hügelland von Baldern“ wird als Griesbuckellandschaft des Meteoriteneinschlags Nördlinger Ries mit mageren Flachland-Mähwiesen, Seen und Auwäldern beschrieben.

## Schutzzweck
Wesentlicher Schutzzweck ist die Erhaltung einer teilweise reich strukturierte Kulturlandschaft mit artenreichen Wiesen im Wechsel mit Ackerflächen, die von der Schneidheimer Sechta durchzogen wird.

## Lebensräume
Die Vielfalt von trockenen und feuchten Lebensraumtypen im Schutzgebiet wird unter anderem mit „natürlichen, nährstoffreichen Seen“, „Auenwäldern mit Erlen, Eschen, Weiden“, „artenreichen Borstgrasrasen“, „Sternmieren-Eichen-Hainbuchenwald“ sowie „mageren Flachland-Mähwiesen“ beschrieben.

### Lebensraumklassen
|                                                                |                                                                |  |      |      |
| Laubwald                                                       | Laubwald                                                       |  | 4 %  | 4 %  |
| Mischwald                                                      | Mischwald                                                      |  | 4 %  | 4 %  |
| Feuchtes und mesophiles Grünland                               | Feuchtes und mesophiles Grünland                               |  | 70 % | 70 % |
| Binnengewässer, fließend und stehend                           | Binnengewässer, fließend und stehend                           |  | 5 %  | 5 %  |
| trockengelegtes Gelände                                        | trockengelegtes Gelände                                        |  | 1 %  | 1 %  |
| anderes Ackerland                                              | anderes Ackerland                                              |  | 15 % | 15 % |
| Sonstige (Städte, Straßen, Deponien, Gruben, Industriegebiete) | Sonstige (Städte, Straßen, Deponien, Gruben, Industriegebiete) |  | 1 %  | 1 %  |
|                                                                |                                                                |  |      |      |

## Zusammenhängende Schutzgebiete
Mit dem FFH-Gebiet „Sechtatal und Hügelland von Baldern“ sind das FFH-Gebiet „Härtsfeld“ (7327-341), die Naturschutzgebiete „Ipf“ (1.111) und Stausee Stockmühle (1.222), die Landschaftsschutzgebiete „Schloß Baldern“ (1.36.051), „Tonnenberg und Karkstein mit östlicher Barnberghalde (Barnholz, Katzenhölzle), Käsbühl, Vorderer und Hinterer Fohbühl, Siegert und Ruine Schenkenstein“ (1.36.004) und „Ipf mit Blasenberg und Reimersbergle“ (1.36.001) als zusammenhängende Schutzgebiete ausgewiesen.

## Flora und Fauna
Folgende Arten, gemäß Artikel 4 der Richtlinie 2009/147/EG und Anhang II der Richtlinie 92/43/EWG beschrieben, sind zur Beurteilung des Gebiets von entsprechender Bedeutung:

### Fauna
- Lurche
  - Gelbbauchunke (Bombina variegata), in Deutschland Lurch des Jahres 2014
- Säugetiere
  - Europäischer Biber (Castor fiber), das größte Nagetier Europas
- Süßwassermuscheln
  - Bachmuschel oder ‚Kleine Flussmuschel‘ (Unio crassus)